# Nil Cabasilas
Pour les articles homonymes, voir Cabasilas.
Nil Cabasilas (grec : Νεῖλος Καβάσιλας) est un évêque et théologien byzantin né à Thessalonique dans les dernières années du XIIIe siècle, mort en 1363, oncle maternel de Nicolas Cabasilas.

## Vie et œuvre
On connaît très peu de chose du déroulement de sa vie. Il a longtemps été confondu avec son neveu, probablement parce que son nom de baptême était aussi Nicolas, Nil (Neilos) étant le nom qu'il adopta en entrant dans les ordres. Il passa une grande partie de sa vie à Thessalonique, où il fut le professeur de son neveu, et aussi de Démétrios Cydonès. Il entra ensuite, comme ces deux derniers, au service de Jean Cantacuzène. En 1361, il fut élu archevêque de Thessalonique, succédant dans cette fonction à Grégoire Palamas, mais il n'est pas sûr qu'il ait pris possession de son poste avant sa mort.
Homme d'une grande culture philosophique, Nil fut, au témoignage de Démétrios Cydonès, un lecteur enthousiaste des œuvres de Thomas d'Aquin. Cependant, il se rallia à la cause de l'hésychasme, dénoncé par les aristotéliciens comme contraire à la logique, et au parti hostile à l'Église latine. 
Son œuvre principale est un traité Contre les Latins sur la procession du Saint-Esprit (Περὶ τῆς τοῦ Άγίου Πνεύματος ἐκπορεύσεως κατὰ Λατίνων), en cinq discours, qui est devenu une référence classique sur la position de l'Église grecque dans cette controverse. Il y répond aux arguments développés par Thomas d'Aquin dans ses deux Sommes et dans l'opuscule De rationibus fidei contra Saracenos, Græcos et Armenos ad cantorem Antiochenum, tous textes traduits en grec par Démétrios Cydonès.
On garde aussi de lui un traité en deux livres Sur la primauté du pape, reproduit en PG (149:699-730).

## Édition
- Nil Cabasilas, Sur le Saint-Esprit, introduction, texte critique, traduction française et notes par le hiéromoine Théophile Kislas, Éditions du Cerf, octobre 2001.